# یاگیو توشیتوشی
یاگیو توشیتوشی (به ژاپنی: 柳生 兵庫助 Yagyū Hyōgonosuke) یا یاگیو هیوگونوسوکه; ۱ ژانویهٔ ۱۵۷۹ – ۱۶ فوریهٔ ۱۶۵۰) بنیان‌گذار سبک یاگیو شینکاگه-ریو در دوره ادو اهل ژاپن بود. او نوه یاگیو مونه‌توشی و برادرزاده یاگیو مونه‌نوری بود.

## در افسانه
در حالی که شمشیرباز معروف میاموتو موساشی در ناگویا اقامت داشت، موساشی متوجه یک جنگجوی خاص شد که در خیابان راه می‌رفت، با روشی برای حرکت خود که برای موساشی جالب بود. موساشی سپس به هیوگونوسکه نزدیک شد و هیوگونوسوکه هم همین کار را کرد. موساشی پرسید: "آیا شما ارباب یاگیو هیوگونوسوکه نیستید؟" هیوگونوسوکه پاسخ داد: "من هستم. آیا شما ارباب میاموتو موساشی نیستید؟" اگرچه موساشی و هیوگونوسوکه در گذشته هرگز همدیگر را ملاقات نکرده بودند، اما به دلیل روش راه رفتن مخصوص او، همراه با نیروی رزمی خاصی که از او نشأت می‌گرفت، نمی‌توانست کسی جز هیوگونوسوکه باشد؛ بنابراین، هیوگونوسکه و موساشی به جای ارزیابی یکدیگر در جنگ، مانند دوستان قدیمی در خانه یاگیو با هم صحبت کردند.
هیوگونوسوکه در موساشی (رمان) اثر ایجی یوشیکاوا نیز حضور دارد.